# Moodle
Мудъл (на английски: Moodle, акроним на Модулна обектно-ориентирана динамична среда за обучение - Modular Object-Oriented Dynamic Learning Environment) е безплатна, свободна за инсталиране и open-source програма. Това е модулна, динамична, обектно-ориентирана, хибридна, електронно базирана учебна среда. Това е безплатна програма, която служи като онлайн система (уеб базирана) за преподаване и компютърно интегрирано обучение. Тя е написана на PHP. Системата първоначално е разработена от Мартин Дъгиамас от Австралия, който е отговарял за технологиите в Университета „Къртин“. Днес системата се разработва от австралийската компания Moodle Ltd, основна група от 35 души и стотици разработчици от цял свят. Моделът използва система с отворен код за управление на курсове, известна също като система за управление на обучението (LMS) или виртуална среда за обучение (VLE). Системата не изисква инсталиране на допълнителен софтуер от потребителя. Необходим е само браузър за създаване и преглед на учебното съдържание. Тя включва възможности за представяне на учебни материали, провеждане на тестове, дискусионни групи (форуми) за общуване с други студенти и учители и други.

## Мобилна версия
Много теми на Moodle, базирани на мобилно адаптивен уеб дизайн, позволяват Moodle да се използва и на мобилни устройства. 

## Вижте още
- Електронно обучение